# Adam Neill
Adam Neill (29 de mayo de 1990) es un deportista británico que compitió en remo. Ganó una medalla de bronce en el Campeonato Mundial de Remo de 2018 y una medalla de plata en el Campeonato Europeo de Remo de 2018.

## Palmarés internacional
| Campeonato Mundial | Campeonato Mundial    | Campeonato Mundial | Campeonato Mundial |
| Año                | Lugar                 | Medalla            | Prueba             |
| ------------------ | --------------------- | ------------------ | ------------------ |
| 2018               | Plovdiv (Bulgaria)    | Medalla de bronce  | Cuatro sin timonel |
| Campeonato Europeo |                       |                    |                    |
| Año                | Lugar                 | Medalla            | Prueba             |
| 2018               | Glasgow (Reino Unido) | Medalla de plata   | Cuatro sin timonel |